# Williams Velásquez
Williams Daniel Velásquez Reyes (Caracas, Venezuela; 4 de abril de 1997) es un futbolista venezolano que juega como defensa en la Universidad Central de Venezuela de la Primera División de Venezuela.

## Trayectoria
Formado en el club venezonalo de las fuerzas básicas de Estudiantes de Caracas y después de una gran actuación en el Mundial Sub-20 de Corea en que se proclamaron subcampeones, Velásquez firmó con el Watford de la Premier League, sin embargo, el jugador fue cedido por el cuadro inglés al Real Valladolid B durante la temporada 2017-18. Velásquez tuvo una participación con el filial ‘pucelano’ 1.285 minutos en 21 partidos, siendo titular en 15 de ellos. 
En agosto de 2018, es cedido a las filas del  Centre d'Esports Sabadell Futbol Club del Grupo III de Segunda B de España.

## Participaciones internacionales
| Selección | Competición                            | Sede          | Resultado    | Partidos | Goles |
| --------- | -------------------------------------- | ------------- | ------------ | -------- | ----- |
| Sub-20    | Campeonato Sudamericano Sub-20 de 2017 | Ecuador       | Tercer lugar | 9        | 0     |
| Sub-20    | Copa Mundial de Fútbol Sub-20 de 2017  | Corea del Sur | Subcampeón   | 6        | 1     |
| Sub-23    | Preolímpico 2020                       | Colombia      | Disputándose | 2        | 0     |
| Total     | Total                                  | Total         | Total        | 17       | 1     |

## Clubes
| Club                           | País           | Año       |
| ------------------------------ | -------------- | --------- |
| Estudiantes de Caracas         | Venezuela      | 2016-2017 |
| Watford                        | Inglaterra     | 2017-2022 |
| Real Valladolid "B" (préstamo) | España         | 2017-2018 |
| Sabadell (préstamo)            | España         | 2018      |
| JEF United Chiba (préstamo)    | Japón          | 2019      |
| Portland Timbers 2 (préstamo)  | Estados Unidos | 2020-2022 |
| Universidad Central            | Venezuela      | 2022-     |